# Canal 9 Bío-Bío Televisión
Canal 9 Bío-Bío Televisión (aussi connu como Canal Regional ou Canal 9 est une chaîne de la région du Biobío au Chili. Elle a son siège à Concepción et elle a commencé ses émissions le 5 décembre 1991.